# Mycena leptocephala
Mycena leptocephala é uma espécie de cogumelo da família Mycenaceae.